# 温迪·威尔伯
温迪·威尔伯（英語：Wendy Wilbur，1972年4月4日—），美国女子赛艇运动员，1997年加入美国国家队。她曾代表美国参加世界赛艇锦标赛，获得一枚金牌、一枚银牌和一枚铜牌。